# 桂枝雁
桂 枝雁（かつら しがん、生没年不詳）は、上方噺家。本名:西脇 清太郎。枝鴈と表記するのは誤記。
最初桂三之助の門人だったがどういう高座名だったが不明。その後5代目林家正三の門下になり林家新昇、明治30年代はじめ頃に正宗を経て3代目林家小正楽となり1903年春に初代桂枝太郎の門下で枝楽から同年秋に枝雁となった。若いころは大阪で修行をし枝太郎の一座に加わりその後京都に腰をすえた。
経歴も古く、修行期間が長く、ネタも多く、晩年は稽古台として重宝された。「嗅鼻長兵衛」等人がやらないネタを多くこなした。「子讚め」が笑福亭枝雁の名でSPレコードが残されている。実の子は同じ一座で桂燕太郎を名乗った。